# Anacamptis alatoides
Anacamptis alatoides är en orkidéart som först beskrevs av Gadeceau, och fick sitt nu gällande namn av H.Kretzschmar, Eccarius och Helga Dietrich. Anacamptis alatoides ingår i släktet salepsrötter, och familjen orkidéer. Inga underarter finns listade i Catalogue of Life.